# Marina do MST
Lúcia Marina dos Santos, mais conhecida como Marina do MST (Cascavel, 10 de agosto de 1973) é uma assistente social e política brasileira filiada ao Partido dos Trabalhadores (PT). Atualmente é deputada estadual do Rio de Janeiro.
Filha de boias-frias oriundos de Barbacena, Marina foi criada em Guaraniaçu e conheceu o Movimento dos Trabalhadores Rurais Sem Terra (MST) aos 14 anos, em uma missa feita em um acampamento dos sem-terra.
Após mudar-se para o Rio de Janeiro em 1996, atuou em ocupações de terras e outras ações do MST em Campos dos Goytacazes, formou-se assistente social pela UFRJ e obteve mestrado em geografia, a partir de uma parceria da Unesp com a Escola Nacional Florestan Fernandes. Coordenou o escritório do MST em Brasília, entre 2006 e 2011, e a Via Campesina Internacional na América do Sul, entre 2014 e 2017, e também atuou como parteira.
Em 2022, Marina concorreu a deputada estadual pelo PT no Rio de Janeiro após filiar-se ao partido em março do mesmo ano, e foi eleita com 46.422 votos. Ela foi uma das seis candidatas lançadas pelo MST a serem eleitas no país, sendo uma entre os quatro deputados estaduais representantes do movimento. Segundo Marina, suas pautas são o combate à fome e à insegurança alimentar, priorizando as mulheres negras; a democratização da terra e a agroecologia, fortalecimento da democracia institucional, defesa dos direitos sociais e a participação das mulheres na política.
Em fevereiro de 2024, votou contra o fim do afastamento da deputada Lucinha, determinado pelo Tribunal de Justiça do estado por ela ser acusada de possuir ligações com milicianos.